# 味田孫兵衛
味田 孫兵衛（あじた まこべえ、1809年 - 1885年）は、美濃国養老郡出身の技術者。

## 人物
美濃国養老郡牧田村生まれ。尾張国名古屋において表具師や指物師に師事し、故郷の名に由来する「牧田屋」の屋号で独立。身に付けた技術を応用し、堆朱カメラと呼ばれる最初期のカメラを安政年間に販売目的で製造したとされる。